# TuS Mechtersheim
Turn- und Sportverein 1914 Mechtersheim e.V. é uma agremiação alemã, fundada a 14 de março de 1914, sediada em Mechtersheim.

## História
O TuS Mechtersheim foi criado, em 1914, como Viktoria Mechtersheim. Após a conclusão da Primeira Guerra Mundial o clube foi refeito como Sportverein Mechtersheim. Com a formação de um departamento de atletismo, em 1930, veio a adoção do nome Turn-und Sportverein Mechtersheim.
No rescaldo da Segunda Guerra Mundial, as organizações em todo o país, os clubes de futebol, foram dissolvidos por autoridades de ocupação aliadas. O clube foi restabelecido como ASV Mechtersheim, em 1946, antes de retomar a sua antiga identidade como Tus Mechtersheim, em março de 1950.
O TuS atuou durante a maior parte de sua história em nível amador. A equipe ganhou a promoção para a Landesliga Südwest-Ost (VI), em 2001, antes de avançar através à Verbandsliga Südwest (V) à Südwest Oberliga (IV), em 2004.

## Títulos
- Verbandsliga Südwest (V) Campeão: 2004;
- Landesliga Südwest-Ost Campeão: 2001;
- A-Klasse Speyer Campeão: 1980, 1986;
- B-Klasse Speyer Campeão: 1968, 1977;

## Cronologia recente
| Temporada | Divisão                  | Posição |
| 2000–01   | Landesliga Südwest (VI)  | 1° ↑    |
| 2001–02   | Verbandsliga Südwest (V) | 5°      |
| 2002–03   | Verbandsliga Südwest     | 4°      |
| 2003–04   | Verbandsliga Südwest     | 1° ↑    |
| 2004–05   | Oberliga Südwest (IV)    | 13°     |
| 2005–06   | Oberliga Südwest         | 13°     |
| 2006–07   | Oberliga Südwest         | 14°     |
| 2007–08   | Oberliga Südwest         | 14°     |
| 2008–09   | Oberliga Südwest (V)     | 9°      |
| 2009–10   | Oberliga Südwest         | 8°      |
| 2010–11   | Oberliga Südwest         | 8°      |
| 2011–12   | Oberliga Südwest         | 11°     |